# Walasse Ting
Walasse Ting (Shanghái, China, 13 de octubre de 1929 - Nueva York, Estados Unidos, 17 de mayo de 2010) fue un artista y poeta chino-estadounidense.

## Biografía
Nació en Shanghái en 1929. Abandonó China en 1946 y vivió un tiempo en Hong Kong. Luego se mudó a París en 1952. Allí encontró a artistas como Karel Appel, Asger Jorn y Pierre Alechinsky, miembros del grupo vanguardista, CoBrA.
Luego se mudó a Nueva York, Estados Unidos, donde tuvo inspiración para su arte del arte pop y del expresionismo abstracto. Empezó como un artista del arte abstracto, pero la mayoría de sus obras desde mediados de los años 70 han sido denominado figuratismo popular. Son obras de grandes áreas de color pintados con colores acrílicos.
Vivió en Ámsterdam en los años 90, pero se mudó varias veces entre Ámsterdam y Nueva York.
Fue autor de 13 libros, entre ellos One Cent Life (E.W Kornfeld, 1964) un portafolio con 62 litografías de 28 artistas, por ejemplo Andy Warhol, Roy Lichtenstein, Tom Wesselmann, James Rosenquist, Asger Jorn, Pierre Alechinsky, Karel Appel, Kiki Kogelnik, Joan Mitchell y Sam Francis.
Ganó el Premio Guggenheim Fellowship (por dibujar) en 1970.
Sus obras se pueden ver en las colecciones de varios museos, entre ellos el Museo Solomon R. Guggenheim, Nueva York; Museo de Arte Moderno, Nueva York; Instituto de Arte de Chicago; Tate Modern, Londres; Centro Pompidou, París y el Museo de Arte de Hong Kong.
A veces se utiliza su nombre chino "丁雄泉" o se utiliza una de sus traducciones: Ding Xiongquan o Ting Hsiung-ch'uan.
Falleció en Nueva York el 17 de mayo de 2010 a la edad de 80 años.